# Canoagem nos Jogos Pan-Americanos de 2023 - C-2 500 m masculino
A competição do C-2 500 m masculino da canoagem nos Jogos Pan-Americanos de 2023 foi disputada em 3 de novembro de 2023 na Lagoa Grande, em San Pedro de la Paz. Um total de 14 canoístas de sete Comitês Olímpicos Nacionais (CON) participaram do evento.
A prova do C-2 masculino foi alterada de 1000 metros, como foi disputada nos jogos anteriores, para os 500 metros.

## Calendário
Horário local (UTC−3).
| Data          | Hora | Fase  |
| ------------- | ---- | ----- |
| 3 de novembro | 9:30 | Final |

## Medalhistas
| Ouro   | CAN Craig Spence e Alix Plomteaux       |
| Prata  | BRA Filipe Vieira e Evandilson Neto     |
| Bronze | CUB José Ramón Pelier e Javier Requeiro |

## Resultados
Uma única prova definiu os medalhistas.
| Pos.              | Canoístas                          | CON                | Tempo   |
| ----------------- | ---------------------------------- | ------------------ | ------- |
| Medalha de ouro   | Craig Spence Alix Plomteaux        | CAN Canadá         | 1:42.12 |
| Medalha de prata  | Filipe Vieira Evandilson Neto      | BRA Brasil         | 1:43.52 |
| Medalha de bronze | José Ramón Pelier Javier Requeiro  | CUB Cuba           | 1:43.66 |
| 4                 | Alejandro Rodríguez Daniel Pacheco | COL Colômbia       | 1:44.93 |
| 5                 | Rigoberto Camilo Gustavo Eslava    | MEX México         | 1:45.00 |
| 6                 | Jonathan Grady Ian Ross            | USA Estados Unidos | 1:49.39 |
| 7                 | Benjamín Cardozo Joaquín Lukac     | ARG Argentina      | 1:53.48 |